# Zegel van Arkansas

Zegel van Arkansas.

Het zegel van Arkansas is het staatszegel van de Amerikaanse staat Arkansas dat werd aangenomen in 1864 maar werd gewijzigd op 23 mei 1970. In de buitenste ring staat de tekst "Great Seal of the State of Arkansas" dat letterlijk "Grote zegel van de staat van Arkansas" betekent. Het motto van het zegel is "Mercy Regnat Populus", dat overigens op het blauwe banier van het zegel zelf staat. Het betekent "genade regeert mensen".